# 阿松 (漫畫)
《小松君》是赤塚不二夫的搞笑漫畫作品，本作奠定了赤塚不二夫的漫畫家地位。1996年台灣的JET日本台播出1988年電視動畫版時譯名「小松君」。
2016年曼迪傳播譯名「阿松」

## 概要
本作品三度改編成電視動畫，後兩作的動畫皆由Studio Pierrot製作。1966年在每日放送播出由工作室·零製作的黑白膠捲動畫。1988年以彩色動畫在富士電視系播出。2015年10月，紀念赤塚不二夫80歲誕辰，開始於東京電視系首次在深夜時段播放動畫原創的第三作；2015年11月，宣布播至2016年3月，以兩季為一期的方式播出。
於YouTube的【２期放送決定解禁CM】TVアニメ「おそ松さん」的影片 2017年4月6日宣布於2017年10月第二期放送決定

## 故事簡介
故事圍繞著松野家的六胞胎進行，描述他們的日常生活，作品中的角色會因為短篇的需要而有各式各樣的身分。

## 登場人物
聲優的表示方式為：動畫第一作／動畫第二作・動畫電影／彈珠機／動畫第三作。
因為沒有正式翻譯名稱，括弧內為其他常見譯名。

### 六胞胎
松野家的六胞胎。本作的主角。
身高、相貌、服裝、外型完全一樣，只有個性不相同，所以單純以外表來分辨是不可能的。設定上全員都是10歲，小學五年級。所有人都喜歡魚魚子。第三作後六人的年齡皆為20多歲，生日5月24日，血型A型。所有人依然喜歡魚魚子。全員無業，皆為啃老族、處男。
松野阿松／松野小松／松野粗松（Matsuno Osomatsu，／港譯：大松）
聲優：加藤綠（第1作）／井上瑤（第2作）／庄子裕衣（サンスリー版CR）／櫻井孝宏（第3作），陶碧儀（港）
長男。六胞胎中的領導者。打架是兄弟中最強的。
名字的由來是「招待不周」（お粗末）
松野唐松／松野空松／松野落葉松（Matsuno Karamatsu，／港譯：二松）
聲優：山本圭子（第1作）、白石冬美（代役）／真柴摩利（第2作）／庄子裕衣（サンスリー版CR）／中村悠一（第3作）
次男。在六胞胎裡是最自戀的，常常講出一些不知所以然的話。
名字的由來是「唐松」
松野傻松／松野莽松／松野輕松（Matsuno Choromatsu，／港譯：三松）
聲優：山本圭子（第1作）／松本梨香（第2作）／庄子裕衣（サンスリー版CR）／神谷浩史（第3作）
三男。六胞胎裡能夠最快掌握情況和要領的人，判斷迅速、逃跑也非常迅速。
正確的名字由來不詳，有一說是來自關西射擊遊戲攤位的開場白「チョロ松、そこをどきい」
松野十四松（Matsuno Jūshimatsu，／港譯：四松）
聲優：東美江（第1作）／松井菜樱子（第2作）／庄子裕衣（サンスリー版CR）／小野大輔（第3作）
五男。在六胞胎中是最吵的孩子。很擅長唱歌。
名字的由來是「十姊妹」的同音字
松野一松／松野市松（Matsuno Ichimatsu，／港譯：五松）
聲優：北濱晴子（第1作）／橫尾麻里（第2作）、松本梨香（代役）／庄子裕衣（サンスリー版CR）／福山潤（第3作）
四男。六胞胎裡性格最認真的孩子。對於名字和被市松搞混非常的不滿。
名字的由來是「格狀花紋」（市松模様）
松野末松／松野椴松（Matsuno Todomatsu，／港譯：六松）
聲優：北濱晴子（第1作）／林原惠（第2作）／庄子裕衣（サンスリー版CR）／入野自由（第3作）
六男。個性悠哉的孩子。討厭洗澡。
名字的由來是「椴松」（トドマツ）

### 其他角色
井矢見／大板牙／嫌味／港譯：西瓜刨
聲優：小林恭治／肝付兼太／同左／鈴村健一、高橋智秋（女性變身時），黃子敬（港）
30歲（第二作設定為36歲）。個性輕浮、時常看不起六胞胎，說話時總是帶有大少爺的語調，有三顆明顯的暴牙。在現實中，其代表動作曾在1960年代的日本引起潮流。
弱井魚魚子／多多子／港譯：妙子
聲優：白石冬美／松井菜樱子／同左／遠藤綾、黃玉娟（港）
本作女主角。深受六胞胎愛戴。家中經營魚店。
松野松造
聲優：八奈見乘兒→鈴木泰明／水鳥鐵夫／茶風林／井上和彥、陸頌愚（港）
松野一家的父親。非常渴望能抱孫子並過上安逸的老年生活。
松野松代
聲優：麻生美津子→近藤高子／橫尾麻里／橫尾麻里／松本和香子（日），龍寶鈿（港）
松野一家的母親。平時稱六胞胎為「尼特族們」，總能一眼看穿兒子們心中真實的想法，非常渴望能抱孫子並過上安逸的老年生活。
豆丁太／矮子太／港譯：三吋丁
聲優：田上和枝→水垣洋子→澤田和子／田中真弓／同左／國立幸、野中藍（女性變身時）（日），林錦燕（港）
和六胞胎年齡相仿、身材矮小，頭上只有一根頭髮。
大褲衩／港譯：孖煙通肥佬
聲優：神山卓三→和久井節緒／大平透／大平透／上田燿司
只穿著一條大褲衩的肥胖男性。能從褲子裡拿出各種物品。
達悠／港譯：大口怪
聲優 ：神山卓三→大竹宏／神山卓三・緒方賢一（代替）／茶風林／飛田展男
兩眼下垂、嘴巴特別寬大的男性。
國旗小子／旗坊／港譯：鼻涕松
聲優：貴家堂子／真柴摩利／同左／齋藤桃子
髮型如同蝙蝠翅膀、頭上插著一根日本國旗的少年。

## 電視動畫

### 第1作

#### 製作人員
- 原作、監修：赤塚不二夫
- 系列構成、監督：永澤詢
- 美術監督：兒玉喬夫、半藤克美
- 音樂：渡邊浦人（第1季）・三保敬太郎（第2季）
- 製作：山本善次郎
- 動畫製作：Studio·Zero
- 製作：Studio·Zero、每日放送

### 第2作

#### 製作人員
- 原作：赤塚不二夫
- 監督：鴫野彰
- 系列構成：星山博之
- 角色設計：岸義之
- 美術監督：小林七郎→石律節子
- 攝影監督：高橋宏固
- 編輯：谷口肇、廚川治彦
- 音樂：本間勇輔
- 音響監督：水本完
- 效果：加藤昭二（Anime Sound Production）
- 動畫製作：Studio Pierrot
- 製作：富士電視台、讀賣廣告社、Studio Pierrot

#### 主題曲
片頭曲

作詞：秋元康，作曲：見岳章，編曲：龍崎孝路，歌：細川貴志
片尾曲

作詞：森雪之丞，作曲：中山大三郎，編曲：龍崎孝路，歌：細川貴志

## 外部連結
原作
- 赤塚不二夫公認網頁「小松君」作品介紹（日語）

電視動畫第2作
- PIERROT「小松君」作品介紹（日語）

小松先生（電視動畫第3作）
- 電視動畫「小松先生」官方網頁 （页面存档备份，存于）（日語）
- 電視動畫「小松先生」官方網頁（東京電視台） （页面存档备份，存于）（日語）
- 電視動畫「小松先生」官方的X（前Twitter）